# Chrysis gribodoi
Espèce
Chrysis gribodoi est une espèce d’insectes hyménoptères parasites. C'est une « guêpe coucou » de la famille des Chrysididae et du genre Chrysis.

## Description
Cette espèce mesure de 4,5 à 8 millimètres. Elle fait partie d'un groupe d'espèces difficiles à identifier.

## Distribution
Commune en Europe méditerranéenne.

## Liste des sous-espèces
Selon GBIF (10 janvier 2024) :
- Chrysis gribodoi cratomorpha Linsenmaier, 1968
- Chrysis gribodoi gribodoi Abeille de Perrin, 1877
- Chrysis gribodoi spilota Linsenmaier, 1951

## Classification
Le nom valide complet (avec auteur) de ce taxon est Chrysis gribodoi Abeille de Perrin, 1877.